# Kurów
Kurów (kiejtéseⓘ, IPA: ['kuruf]) falu Lengyelországban, a Lublini vajdaság Puławski járásának székhelye. 2010-ben 2826 lakosa volt.

## Fekvése
Egy délkelet-lengyelországi falu, Puławy és Lublin között, a Kurówka folyó mentén.

## Története
1431-ben kapott városi rangot. A közeli falvakat látta el élelmiszerrel, valamint bőr-, illetve szőrmeipari termékeket állítottak itt elő. A 16. században a lengyel kálvinizmus egyik központja volt, 1660-ig legtöbb lakosa az ariánus vallásra tért át.
1670-ben pestis sújtotta a várost, amely ekkor városi rangját is elvesztette, de ekkor még hamarosan vissza is tudta szerezni azt. Lengyelország harmadik felosztása után, 1795-ben Ausztria csatolta magához, 1809-ben a Varsói Hercegség része lett, majd 1815-ben a Kongresszusi Lengyel Királyságé. A novemberi felkelés során, 1831 februárjában egy kisebb csata színhelye volt, ahol a lengyelek Józef Dwernicki vezetésével legyőzték az orosz csapatokat. A januári felkelés után, 1870-ben végleg elvesztette városi rangját. 1918 óta tartozik ismét Lengyelországhoz.
A második világháború elején, a lengyel honvédő háború során, 1939. szeptember 9-én a település jelentős veszteségeket szenvedett a német légierő (Luftwaffe) bombázása következtében, a lerombolt épületek között volt többek között egy (vöröskereszttel jelölt) kórház is. A háború alatt a németek két munkatábort hoztak létre a faluban, 1942-ben pedig egy kisebb gettót is, de az itt senyvedő lengyelek többségének hamarosan sikerült kiszabadulnia, majd a közelben lévő erdőkben tevékenykedő hazai hadsereghez csatlakoznia.

## Nevezetességei
- A reneszánsz templom, ahol Santi Gucci szobrai, valamint a Zbąski-család sírhelye található.
- Wojciech Jaruzelski tábornok szülőhelye.

## Híres emberek
- Itt született 1923. július 6-án Wojciech Jaruzelski lengyel tábornok, politikus.